# 中华大字典
《中華大字典》是上海中華書局1915年出版的字典，主编为徐元誥、陆费逵、欧阳溥存等人。它以《康熙字典》（1716）为基础，力图纠正错误、取而代之。其内部以214个康熙部首排布字序。1915年版收4.8万余字，包含《康熙字典》之后出现的许多新字，是当时最大的字典。後來中華書局又以《中華大字典》為藍本編寫《實用大字典》。
1978年，中華書局據1935年本縮印出版。
每个字的释义都包括《集韵》中的反切、现代读音与常用同音字、字义、用例及词汇。与《康熙字典》相比，将当时由外语所译的新字、新名词、科技术语等皆收录于内，纠正了《康熙字典》中两千余处错误，且全书附有各种插图，在注音、释义、印证方面更简明、合理、有条理性。《中华大字典》的优点之一是释义清晰，有些字有40余个不同字义，这对使用者很有帮助。
於2015年，商務印書館国际有限公司及台灣中華書局股份有限公司先後出版各自的新版本，其中商務版本包括57470單字，2017年7月再出版部首序本。於2015年11月，值《中華大字典》出版一百週年之際，臺灣中華書局在臺灣推出最新的第七版，分上、下兩冊，以精裝本發行。影印古籍，原汁原味還原百年前的經典辭書，為三十多年來的首次再版。